# چارلز کابوره
چارلز کابوره (انگلیسی: Charles Kaboré؛ زادهٔ ۹ فوریهٔ ۱۹۸۸) بازیکن فوتبال اهل بورکینافاسو است.
از باشگاه‌هایی که در آن بازی کرده‌است می‌توان به المپیک مارسی، کوبان کراسنودار و کراسنودار اشاره کرد.
وی همچنین در تیم ملی فوتبال بورکینافاسو بازی کرده‌است.